# Paul Sheerin
Paul George Sheerin (* 28. August 1974 in Edinburgh) ist ein ehemaliger schottischer Fußballspieler, und aktueller Fußballtrainer. In seiner Karriere als Spieler stand Sheerin in seinem Heimatland Schottland, England und Schweden unter Vertrag. Im Jahr 1995 lief der Mittelfeldspieler einmal für die schottische U-21-Nationalmannschaft auf. Nach dem Ende seiner Spielerlaufbahn begann Sheerin als Trainer zu arbeiten.

## Karriere

### Als Spieler
Paul Sheerin begann seine Karriere in unmittelbarer Nähe seiner Geburtsstadt Edinburgh in Rosewell bei Whitehill Welfare. Zeitweise spielte er zudem in der Jugend von Celtic Glasgow. Als Spieler von Whitehill Welfare unterschrieb Sheerin 1991 einen Vertrag bei Alloa Athletic. Für den schottischen Drittligisten absolvierte er in der Saison 1991/92 neun Ligaspiele und verpasste mit den „Wespen“ nur um einem Punkt Rückstand auf den FC Dumbarton als Dritter der Tabelle den Aufstieg. Sheerin unterschrieb im Oktober 1992 einen Vertrag beim englischen FC Southampton. Im Januar 1997 verließ er den Verein ohne ein Ligaspiel absolviert zu haben. Bis Juli 1997 spielte er im Anschluss für Östersunds FK in Schweden. Danach stand er kurzzeitig wieder bei seinem ehemaligen Verein Alloa unter Vertrag, bevor er im Januar 1998 zu Inverness Caledonian Thistle wechselte. In Inverness war er in drei Spielzeiten bis 2001 Stammspieler. Im Jahr 1999 stieg er mit „Caley Thistle“ in die zweite Liga auf. 2000 verlor er das Finale im Challenge Cup gegen Alloa im Elfmeterschießen. Nach insgesamt 136 Einsätzen und 45 Toren wechselte er 2001 innerhalb der zweiten Liga zu Ayr United. Mit Ayr erreichte er 2002 als Zweitligist überraschend das Ligapokalfinale das gegen die Glasgow Rangers durch Tore von Tore André Flo, Barry Ferguson und Claudio Caniggia (2×) mit 0:4 verloren wurde. Im Januar 2003 folgte ein Wechsel zum Erstligisten FC Aberdeen. Nachdem er im Juli 2004 Aberdeen verlassen hatte, wechselte Sheerin zum Zweitligisten FC St. Johnstone und unterschrieb einen Zweijahresvertrag. Seine Verträge wurden bei den bis in der folge bis 2010 verlängert. In der Zeit gewann er mit den „Saints“ 2008 den Challenge Cup und ein Jahr später als Zweitligameister den Aufstieg. In seinen letzten Vertragsjahren trainierte er nebenbei die U17 von St. Johnstone. Ab 2010 spielte Sheerin beim FC Arbroath.
Im Jahr 1995 absolvierte Sheerin ein Länderspiel unter Tommy Craig für die schottische U21-Nationalmannschaft gegen San Marino.

### Als Trainer
Während Sheerin noch als aktiver für die erste Mannschaft von St. Johnstone spielte, gewann er als Trainer mit der U-17-Mannschaft der „Saints“ in der Saison 2008/09 die U-17-Youth-Division. Am 27. Mai 2010 wurde Sheerin als Spielertrainer des Viertligisten FC Arbroath vorgestellt. In seiner Zeit beim FC Arbroath zwischen 2010 und 2014 war er als Spielertrainer aktiv. Am Ende der Saison 2010/11 wurde seine Vertrag in Arbroath verlängert. Arbroath stieg 2014 nach drei Jahren wieder in die vierte Liga ab. Nach dem Ende der Saison verließ Sheerin Arbroath und wurde Trainer der U-20-Mannschaft des FC Aberdeen. In seiner ersten Saison 2014/15 gewann Aberdeen den Titel in der Development League und erreichte zudem das Finale des Scottish Youth Cup, in dem das Team gegen Hibernian Edinburgh verlor.
Nach dem Rücktritt von Derek McInnes am 8. März 2021 wurde Sheerin zum Interimstrainer der ersten Mannschaft in der Premiership ernannt. Ende März übernahm Stephen Glass das Traineramt in Aberdeen.

## Erfolge
St. Johnstone
- Challenge Cup: 2008
- Zweitligameister: 2009

FC Arbroath
- Viertligameister: 2011